# Luci Tul·li Ciceró el jove
Luci Tul·li Ciceró el jove va ser fill de Luci Tul·li Ciceró el vell. Formava part de la gens Túl·lia.
Va ser amic i constant company de Marc Tul·li Ciceró, l'orador amb el que va anar a Atenes el 79 aC. Posteriorment el va ajudar a recopilar evidencies contra Verres. Amb motiu d'això, els habitants de Siracusa li van fer el compliment de votar-lo com a convidat públic (hospes) de la seva ciutat, i li van transmetre una còpia del decret amb la nominació gravada sobre una làpida de llautó, que es conserva.
Luci va morir el 68 aC, i el seu cosí ho va lamentar molt, ja que estaven molt units.